# Nephrotoma pangerangensis
Nephrotoma pangerangensis är en tvåvingeart som först beskrevs av Alexander 1915.  Nephrotoma pangerangensis ingår i släktet Nephrotoma och familjen storharkrankar. Inga underarter finns listade i Catalogue of Life.